# MTV Movie Awards 2004
13. gala MTV Movie Awards odbyła się 28 maja 2004 roku w Shrine Auditorium w Los Angeles. Uroczystość prowadziła Lindsay Lohan.
Podczas gali wystąpili Beastie Boys, D12, Yeah Yeah Yeahs.

## Nominacje

### Najlepszy film
- Władca Pierścieni: Powrót króla
- Gdzie jest Nemo?
- X-Men II
- 50 pierwszych randek
- Piraci z Karaibów: Klątwa Czarnej Perły

### Najlepszy aktor
- Johnny Depp – Piraci z Karaibów: Klątwa Czarnej Perły
- James Caviezel - Pasja
- Tom Cruise - Ostatni samuraj
- Bill Murray - Między słowami
- Adam Sandler - 50 pierwszych randek

### Najlepsza aktorka
- Uma Thurman – Kill Bill
- Charlize Theron – Monster
- Queen Latifah – Wszystko się wali
- Drew Barrymore – 50 pierwszych randek
- Halle Berry – Gothika

### Najlepsza męska rola przełomowa
- Shawn Ashmore – X-Men II
- Shia LaBeouf – Kto pod kim dołki kopie...
- Ludacris – Za szybcy, za wściekli
- Omarion – Rewanż
- Cillian Murphy – 28 dni później

### Najlepsza żeńska rola przełomowa
- Lindsay Lohan – Zakręcony piątek
- Scarlett Johansson – Między słowami
- Keira Knightley – Piraci z Karaibów: Klątwa Czarnej Perły
- Jessica Biel – Teksańska masakra piłą mechaniczną
- Evan Rachel Wood – Trzynastka

### Najlepszy występ komediowy
- Jack Black – Szkoła rocka
- Ellen DeGeneres – Gdzie jest Nemo?
- Johnny Depp – Piraci z Karaibów: Klątwa Czarnej Perły
- Will Ferrell – Elf
- Jim Carrey – Bruce Wszechmogący

### Najlepszy czarny charakter
- Lucy Liu – Kill Bill
- Andrew Bryniarski (Leatherface) – Teksańska masakra piłą mechaniczną
- Kiefer Sutherland – Telefon
- Geoffrey Rush – Piraci z Karaibów: Klątwa Czarnej Perły
- Demi Moore – Aniołki Charliego: Zawrotna prędkość

### Najlepszy ekranowy zespół
- Adam Sandler i Drew Barrymore – 50 pierwszych randek
- Johnny Depp i Orlando Bloom – Piraci z Karaibów: Klątwa Czarnej Perły
- Jack Black i rockowy zespół – Szkoła rocka
- Ben Stiller i Owen Wilson – Starsky i Hutch
- Will Smith i Martin Lawrence – Bad Boys II

### Najlepsza scena taneczna
- Seann William Scott – American Pie: Wesele
- Drew Barrymore, Cameron Diaz i Lucy Liu – Aniołki Charliego: Zawrotna prędkość
- Ben Stiller i Jennifer Aniston – Nadchodzi Polly
- Steve Martin – Wszystko się wali
- Omarion, Marques Houston i Lil’ Saint’s Dance Crew – Rewanż

### Najlepszy filmowy pocałunek
- Owen Wilson, Carmen Electra i Amy Smart – Starsky i Hutch
- Charlize Theron i Christina Ricci – Monster
- Keanu Reeves i Monica Bellucci – Matrix – reaktywacja
- Jim Carrey i Jennifer Aniston – Bruce Wszechmogący
- Shawn Ashmore i Anna Paquin – X-Men II

### Najlepsza scena akcji
- bitwa o Gondor – Władca Pierścieni: Powrót króla
- pościg na autostradzie – Bad Boys II
- pościg samochodem z wysięgnikiem – Terminator III: Bunt maszyn
- ucieczka z Mongolii – Aniołki Charliego: Zawrotna prędkość

### Najlepsza scena walki
- Uma Thurman kontra Chiaki Kuriyama – Kill Bill
- Hugh Jackman kontra Kelly Hu – X-Men II
- Keanu Reeves kontra Hugo Weaving – Matrix – reaktywacja
- The Rock kontra the Kontiki Rebels – Witajcie w dżungli
- Queen Latifah kontra Missi Pyle – Wszystko się wali

### Najlepsza rolacameo
Zwycięzcy z tej kategorii wybierani byli jedynie przez użytkowników sieci komórkowej Virgin Mobile. Cameo to dosłownie kameę, jednak w tym znaczeniu odnosi się do niewielkiej roli znanego aktora w filmie.
- Simon Cowell – Straszny film III
- Matt Damon – Eurotrip
- Paul Michael Glaser i David Soul – Starsky i Hutch
- John McEnroe – Dwóch gniewnych ludzi
- być może była jeszcze jedna nominowana osoba, jednak informacji tej nie dało się potwierdzić